# José Carlos de Figueiredo Ferraz
José Carlos de Figueiredo Ferraz (Campinas, 16 de setembro de 1918 – São Paulo, 25 de junho de 1994) foi um engenheiro formado pela Escola Politécnica da Universidade de São Paulo e político brasileiro. 

## Biografia
Durante sua juventude, Figueiredo Ferraz foi um velocista de destaque tanto a nível universitário quanto internacional, sendo bicampeão olímpico universitário, igualando o recorde brasileiro dos 100 metros rasos com a marca de 10.5s e atingindo a segunda colocação no Campeonato Sul-Americano de Atletismo de 1937. Formou-se em engenharia em 1940 pela Escola Politécnica da Universidade de São Paulo.
Foi professor titular de duas cátedras da Escola Politécnica: Resistência de materiais e Estabilidade de construções, onde também foi consultor técnico do Laboratório de Hidráulica; professor da Faculdade de Arquitetura e Urbanismo da mesma universidade; professor do Instituto Militar e Engenharia da Guanabara. Foi professor de Cálculo Vetorial e Análise Matemática da Pontifícia Universidade Católica de São Paulo, onde também foi professor da Faculdade de Engenharia Industrial; professor de Concreto Protendido da Escola de Engenharia da Universidade Mackenzie. Ministrou inúmeros cursos nos principais estabelecimentos de ensino de Engenharia do Brasil, principalmente sobre sua grande especialidade, o Concreto Protendido, em que foi nome mundialmente respeitado. Fez parte das bancas examinadoras de pós-graduação da maioria das escolas de Engenharia do país, tendo composto a banca examinadora para o concurso de professor-pesquisador no Laboratório Nacional de Engenharia de Lisboa. Doutorou-se em Ciências Físicas e Matemática.
Diplomou-se pela Escola de Artilharia da Costa, do Ministério do Exército. Foi membro do Conselho Regional de Engenharia e Arquitetura do Estado de São Paulo (CREA), diretor de planejamento da Companhia Siderúrgica Paulista (COSIPA); diretor de serviços de engenharia da Companhia de Armazéns Gerais do Estado de São Paulo (CAGESP), consultor técnico do Departamento de Águas e Esgotos (DAE) de São Paulo e do de Campinas.
Fez parte da comissão executiva das obras da cobertura pênsil da Exposição Internacional do Rio de Janeiro, a maior área coberta e sem colunas do mundo (32.000 metros quadrados). Foi assessor das maiores firmas de Engenharia do Brasil.
Proferiu inúmeras conferências no Brasil e no exterior, tais como na Escola de Engenharia do Peru, no Laboratório de Engenharia Civil de Lisboa, na Faculdade de Engenharia Civil do Porto, na Technische Hochschule de Stuttgart, na Svenska Industribyggen de Estocolmo,  no Massachusetts Institute of Technology (MIT), no Congresso Norte-Americano de Concreto Armado de Pittsburgh, na Alpina de Milão, etc. Foi membro de várias sociedades técnicas, tais como: Sociedade Matemática de São Paulo, Comitê Brasileiro de Grandes Barragens, Associação Brasileira de Mecânica dos Solos, Associação Brasileira de Normas Técnicas, Associação Brasileira de Concreto Protendido, Instituto de Engenharia de São Paulo, Instituto de Engenharia do Rio de Janeiro, Association Internationale des Ponts et Carpentes, Prestessed Concret Development Group of London, American Concret Institute, etc. Foi o fundador da Empresa de Consultoria e Engenharia de Projetos Figueiredo Ferraz, tendo mais de 3500 projetos assinados, incluindo o edifício do Museu de Arte de São Paulo, o planetário do Parque do Ibirapuera, a cúpula e as torres da Catedral da Sé, o Paço Municipal e o edifício Cásper Líbero.
Na vida pública exerceu, primeiramente, a função de Secretário de Obras de São Paulo e, depois, de Secretário de Transportes do Estado de São Paulo. 
Foi Prefeito de São Paulo de 1971 a 1973. Foi responsável pela continuidade da construção da linha Norte-Sul do Metrô de São Paulo e pela lei do zoneamento da cidade.
Foi dispensado abruptamente pelo governador Laudo Natel logo depois de ter sugerido que "São Paulo precisa parar de crescer", frase que é às vezes citada como "São Paulo precisa parar", e que rompia com expressões ufanistas como "São Paulo não pode parar" (anos 1940), "A cidade que mais cresce no mundo" e outras. A época era marcada pelos projetos de desenvolvimento dos militares, e a frase soou como dissidente em face a eles. Outros fatores que contribuíram para a demissão foram a priorização das obras do Metrô (enquanto Natel preferira priorizar o Anel Rodoviário Metropolitano) e sua recusa em ingressar na Aliança Renovadora Nacional (Arena). Acabou substituído pelo então secretário de planejamento do estado, Miguel Colasuonno.

## Genealogia
- Ascendência: Era filho de Odon Carlos de Figueiredo Ferraz e de Julieta Martins de Figueiredo Ferraz, sendo seus irmãos: Esther de Figueiredo Ferraz, Lúcia de Figueiredo Ferraz, Julieta de Figueiredo Ferraz, Manuel Martins de Figueiredo Ferraz e Heloísa de Figueiredo Ferraz. Foi neto materno de Manuel Rosa Martins e Maria Amélia Correia da Silva, neto paterno de José Ferraz de Siqueira e de Mariana Leopoldina de Figueiredo (2º casamento), que era filha dos primos José Caetano de Figueiredo e de Ana Jacinta de Figueiredo ("Tia Senhora"). José Caetano era filho de João Rodrigues de Figueiredo e de Felícia Cândida de Figueiredo, Ana Jacinta era filha do Capitão Diogo Garcia da Cruz e de Inocência Constância de Figueiredo; sendo que Felícia e Inocência eram irmãs, filhas do Capitão-mor José Álvares de Figueiredo, fundador da cidade de Boa Esperança.
- Descendência: José Carlos de Figueiredo Ferraz casou-se duas vezes: a primeira, com Lídia Machado Chagas e, a segunda, com Leda Maria Maranhão. Do primeiro casamento teve: Maria Marta de Figueiredo Ferraz, Antônio Carlos de Figueiredo Ferraz, João Carlos de Figueiredo Ferraz e Lia de Figueiredo Ferraz.
- Colaterais: foi primo de diversas personalidades, como: Antônio Aureliano Chaves de Mendonça, Danton Mello, Eduardo Carlos Figueiredo Ferraz,Fátima Freire, Geraldo Freire, Morvan Aloísio Acaiaba de Resende, Nelson Freire, Newton Freire Maia, Ricardo Gumbleton Daunt, Selton Mello e Wagner Tiso, dentre outros.